# Kyrklig tidskrift
Kyrklig tidskrift var en svensk tidskrift, grundad av Robert Sundelin, Oscar Quensel och Hjalmar Danell, utgiven 1895-1918 i Uppsala.
Kyrklig tidskrft var tänkt som en ny serie av Tidskrift för kristlig tro och bildning, med ett apologetiskt och teologiskt moderat konservativt program.